# Af fædrene jord
Af fædrene jord er en dansk dokumentarfilm fra 2004 instrueret af Dan Säll efter manuskript af Gorm Rasmussen.

## Handling
Af fædrene jord handler om rødder og forandring, om mennesker i Danmark, nu. Vi møder drømmeren, amatørarkæologen, der oprigtig tror, at fortiden og han har en slags pagt. Vi møder familien, hvis livsdrøm knuses i sammenstødet mellem fortid og nutid. Vi oplever landbofamilien, der begravede bedstefar i gravhøjen. Bonden, der to gange så sin jord og sin å lemlæstet på grund af udviklingen. Og de danske nomader, efterkommere af taterne og de farende svende. Filmen er en rejse igennem det smukke danske landskab, hvor vi bliver vidne til menneskers forsøg på at finde balancen mellem den moderne verdens krav og deres egne personlige længsler efter at leve og bevare de meningsfulde værdier, vi bærer med os fra fortiden. Georg Brandes skildrede danskerne kritisk og køligt kærligt for godt 100 år siden. Filmen bruger hans skarpslebne blik for svaghed og styrke til at undersøge os selv nu. Holder den gamle kulturradikalers ord?